# Francisco Rodríguez (baseball)
Pour les articles homonymes, voir Francisco Rodríguez et Rodríguez.
Pour le lanceur mexicain, voir Francisco Rodríguez (baseball, 1983).
Francisco Jose Rodríguez (né le 7 janvier 1982 à Caracas, Venezuela) est un lanceur de relève droitier de la Ligue majeure de baseball.
Surnommé K-Rod, il évolue de 2002 à 2008 avec les Angels de Los Angeles, du début 2009 à la mi-saison 2011 chez les Mets de New York, puis fait un séjour chez les Brewers de Milwaukee de 2011 à 2015 entrecoupé d'un bref passage en 2013 chez les Orioles de Baltimore. En 2016 et 2017, il s'aligne avec les Tigers de Détroit.
Rodriguez détient le record du baseball majeur pour le plus grand nombre de sauvetages en une saison, avec 62 comme stoppeur des Angels en 2008. Après la saison 2016, ses 430 sauvetages en carrière représentent le total le plus élevé par un lanceur en activité.
Il participe au Match des étoiles de la Ligue majeure de baseball en 2004, 2007, 2008, 2009, 2014 et 2015.

## Carrière

### Angels de Los Angeles d'Anaheim

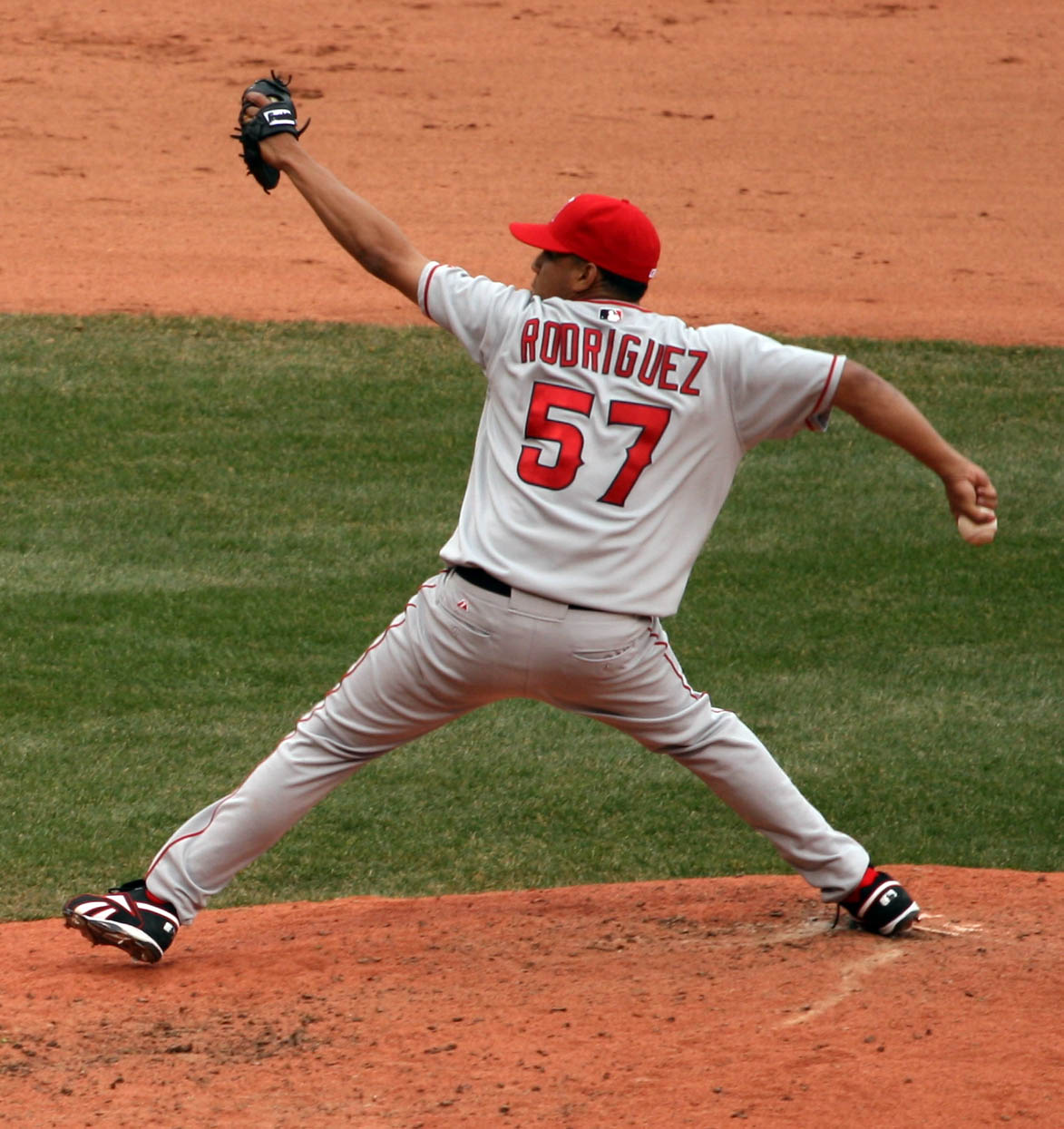
Francisco Rodríguez en 2007 avec les Angels.

Francisco Rodriguez est signé par les Angels d'Anaheim (devenus les Angels de Los Angeles) le 24 septembre 1998, alors qu'il n'est âgé que de 16 ans.
Lanceur partant au départ, des blessures au coude et à l'épaule le convainquent de passer à l'enclos de relève après la saison 2001, qu'il passe dans les ligues mineures. C'est en relève que le lanceur fait sa première apparition au monticule dans les grandes ligues le 18 septembre 2002. Après 5 matchs en fin de saison, il participe aux séries éliminatoires. Dans le 7e et dernier match de la Série mondiale 2002, le jeune lanceur de 20 ans retire trois frappeurs des Giants de San Francisco sur des prises en 8e manche. Les Angels remporteront ce match et la Série mondiale.
Rodriguez inscrit 8 victoires (contre 3 défaites) avec les Angels à sa première saison complète avec l'équipe en 2003, et récolte ses deux premières victoires protégées. Après une saison 2004 de 12 sauvetages, il s'impose comme stoppeur en 2005. Suivent des saisons où il protège respectivement 45, 47 et 40 victoires.

#### Saison 2008
En 2008, il établit un record de 35 sauvetages avant la pause du Match des étoiles, abattant la marque de 34 par John Smoltz des Braves d'Atlanta de 2003, et se lance à la poursuite du record de sauvetages en une saison.
Le 24 août 2008, il a réussi son 50e sauvetage de l'année à la 129e partie des Angels, devenant le releveur à atteindre ce plateau le plus rapidement en saison.
Le 14 septembre 2008, Rodriguez établit un nouveau record des ligues majeures de baseball en inscrivant son 58e sauvetage de la saison, éclipsant le précédent record de 57 établi par Bobby Thigpen des White Sox de Chicago en 1990. Il termine la saison 2008 avec le nouveau record de 62 victoires protégées, devenant par le fait même le premier releveur du baseball à atteindre les 60 sauvetages en une année.
Ce nouveau record lui permet d'être considéré pour le trophée Cy Young dans la Ligue américaine, mais il prend la 3e place du vote, derrière le vainqueur Cliff Lee et Roy Halladay.

### Mets de New York

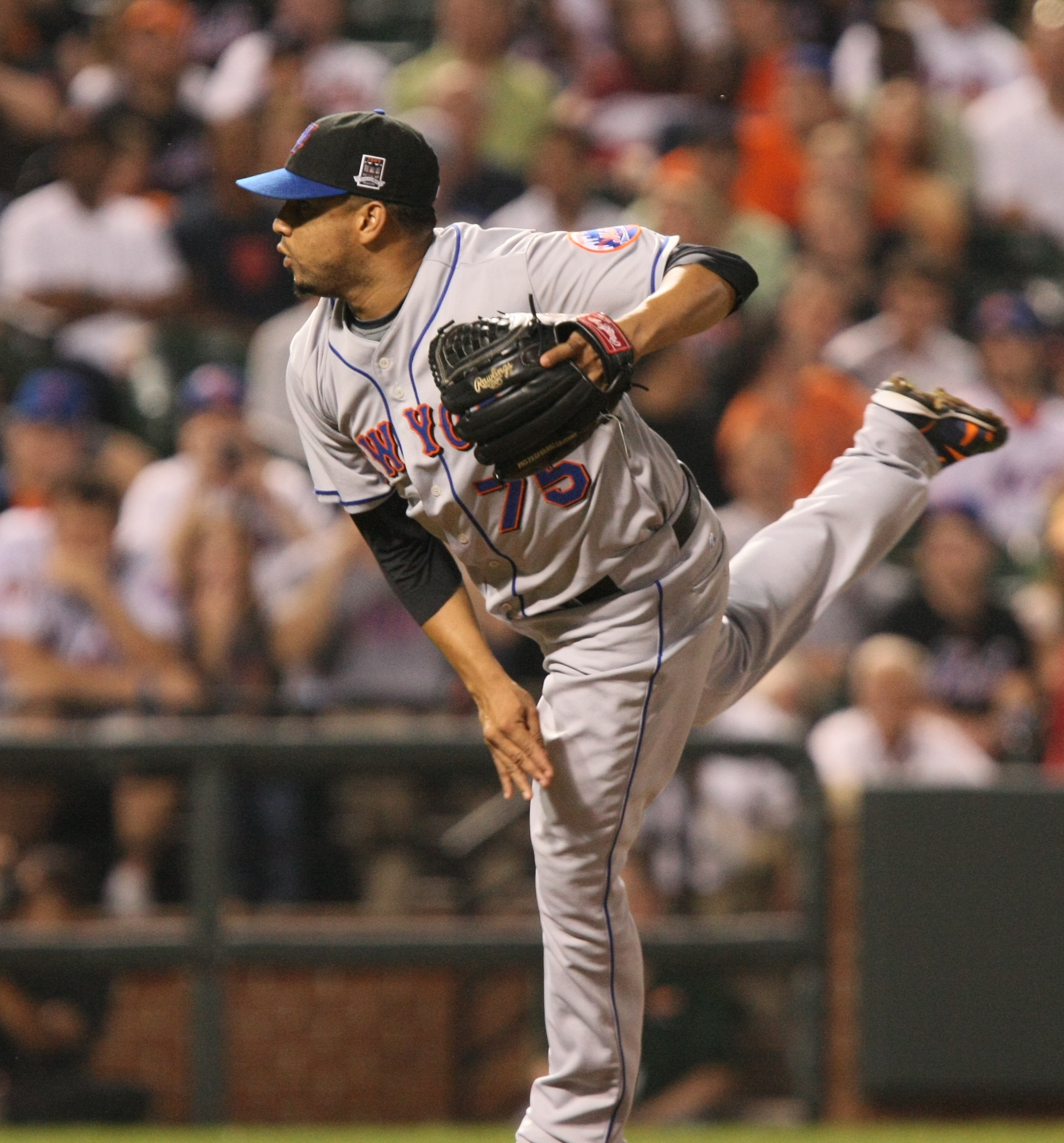
Francisco Rodríguez en 2009 avec les Mets de New York.

Le 9 décembre 2008, Rodriguez signe un contrat de 37 millions de dollars US pour 3 ans avec les Mets de New York. Il sauvegarde 35 victoires en 2009 et reçoit une 4e invitation au match des étoiles, mais n'est pas d'une grande utilité aux Mets qui connaissent une très difficile saison et terminent en 4e place dans la division Est de la Ligue nationale.

### Brewers de Milwaukee
Le 13 juillet 2011, Rodriguez est échangé des Mets aux Brewers de Milwaukee. Ces derniers obtiennent une somme d'argent de l'équipe new-yorkaise et s'engagent à céder deux joueurs à être nommés ultérieurement. K-Rod affiche une moyenne de points mérités de 3,16 en 42,2 manches lancées et 23 sauvetages pour les Mets au moment de la transaction.
L'arrivée de Rodriguez chez les Brewers, à ce moment impliqué dans une course au championnat, ne se fait pas sans difficultés. Le releveur n'est pas très heureux de perdre le rôle de stoppeur puisque le travail qui l'attend à Milwaukee est de lancer la huitième manche et de préparer l'entrée dans la rencontre du releveur de fin de partie John Axford. Il change toutefois d'attitude rapidement et s'adapte bien à son nouveau rôle. En 31 sorties et 29 manches lancées pour les Brewers en fin de saison 2011, Rodriguez affiche une belle moyenne de points mérités de 1,86 avec quatre victoires, aucune défaite et 33 retraits sur des prises. Il termine la saison avec une fiche de 6-2, 23 sauvetages, une moyenne de 2,64 et 79 retraits sur des prises en 71,2 manches lancées pour New York et Milwaukee. En séries éliminatoires, il blanchit Arizona en deux manches dans la Série de divisions. En trois manches lancées en Série de championnat, il accorde un point à Saint-Louis. Il compte 8 retraits sur des prises en cinq manches lancées en éliminatoires 2011.
Rodriguez accepte de revenir chez les Brewers pour la saison 2012. Il connaît à l'instar de plusieurs autres releveurs des Brewers une difficile saison 2012 où il affiche sa moyenne de points mérités la plus élevée en carrière : 4,38 en 72 manches lancées. En 73 parties, il inscrit 72 retraits sur des prises, réalise trois sauvetages, gagne deux parties et encaisse sept défaites. Son contrat n'est pas renouvelé par les Brewers lorsqu'il devient agent libre. À l'ouverture de la 2013, il est toujours sans emploi. L'année s'amorce mal pour les Brewers et la relève n'est encore une fois pas à la hauteur de la tâche. Le 17 avril, ils réengagent Rodriguez, cette fois sur un contrat des ligues mineures. Il retrouve le succès avec une moyenne de points mérités de 1,09 et 10 sauvetages en 25 sorties pour Milwaukee en 2013.

### Orioles de Baltimore

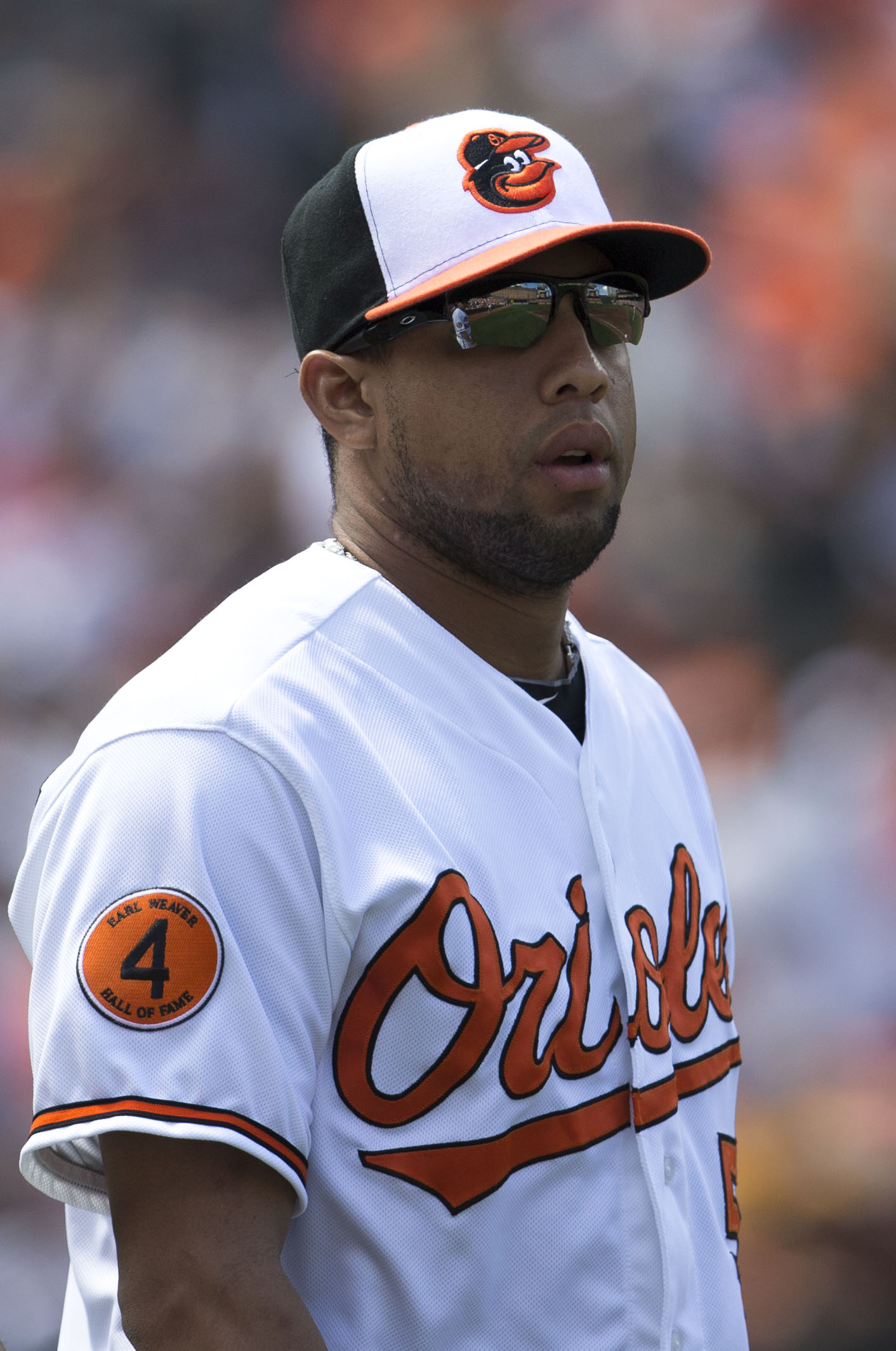
Francisco Rodríguez en 2013 avec les Orioles de Baltimore.

Le 23 juillet 2013, les Brewers échangent Rodríguez aux Orioles de Baltimore en retour de Nick Delmonico, un joueur d'avant-champ des ligues mineures. Il lance 22 manches en 23 matchs pour Baltimore, réussit 28 retraits sur des prises mais affiche une moyenne élevée de 4,50 points mérités accordés par partie. Il remporte deux matchs contre une défaite au cours de son bref séjour chez les Orioles. Il termine 2013 avec une fiche de 3-2 en 48 matchs au total pour Milwaukee et Baltimore, une moyenne de points mérités de 2,70 en 46 manches et deux tiers lancées, 10 sauvetages et 54 retraits au bâton.

### Retour à Milwaukee
En février 2014, Rodríguez, qui est agent libre, accepte de retourner aux Brewers et signe un contrat d'une saison à 3,25 millions de dollars. Il contribue de belle façon aux succès de l'équipe en première moitié de saison 2014 et établit un record de franchise de 24 sauvetages avant le match d'étoiles. Il est d'ailleurs invité à cette classique de mi-saison, une 5e sélection pour le lanceur et une première depuis l'été 2009.
Lanceur qui termine le plus de matchs (66) dans les majeures en 2014, Rodriguez fait au total 69 apparitions au monticule et maintient une moyenne de points mérités de 3,04 en 68 manches lancées, avec 73 retraits sur des prises. Gagnant de 5 parties contre autant de défaites, il protège 44 victoires des Brewers, le 3e meilleur total en Ligue nationale.
Devenu agent libre après la saison 2014, Rodriguez signe le 14 mars 2015 une nouvelle entente de 13 millions de dollars pour deux saisons avec les Brewers.

### Tigers de Détroit
Le 18 novembre 2015, les Brewers échangent Rodríguez aux Tigers de Détroit pour le joueur de champ intérieur des ligues mineures Javier Betancourt et un joueur à être nommé plus tard.
Il réussit 44 sauvetages pour les Tigers en 2016 mais sa moyenne de points mérités de 3,24 est sa plus élevée depuis 2012.
En 2017, il connaît une saison désastreuse avec une moyenne de points mérités de 7,82 en 25 manches et un tiers lancées en 28 matchs des Tigers et est libéré de son contrat le 23 juin 2017.

### Phillies de Philadelphie
Rodriguez signe le 28 janvier 2018 un contrat des ligues mineures avec les Phillies de Philadelphie.

### Vie personnelle et problèmes judiciaires
En 2010, Rodriguez est arrêté et accusé de voies de fait après un incident qui survenu au Citi Field de New York, le stade des Mets, le 11 août, après un match contre Colorado. Le lanceur de 28 ans aurait asséné un coup de poing au visage de Carlos Peña, 53 ans, le père de son amie de cœur Daian Peña.
Les Mets suspendent immédiatement Rodriguez sans salaire pour deux jours. Le joueur est ensuite placé sur la liste des blessés pour une déchirure ligamentaire au pouce droit, blessure qu'il se serait infligée dans l'agression. Les Mets décident de ne plus payer Rodriguez tant qu'il ne sera pas en état de jouer. L'Association des joueurs réplique en déposant un grief. Le baseball majeur et le syndicat des joueurs règlent le contentieux de concert avec le lanceur et les Mets en octobre suivant, mais Rodriguez aura perdu 50 jours de salaire avec cet incident, soit plus de 3 millions de dollars, en plus d'avoir raté sept semaines de jeu.
En décembre 2010, Rodriguez plaide coupable aux accusations portées contre lui. Il évite une peine de prison mais on l'oblige à suivre une thérapie. Les procureurs décident aussi de ne pas demander sa déportation vers le Venezuela, son pays natal. D'autres accusations avaient été portées contre Rodriguez pour avoir envoyé 56 messages textes à son ancienne compagne, violant ainsi une interdiction de contact ordonnée par la cour après l'arrestation. Le procureur indique que le joueur de baseball aurait battu Daian Peña si violemment lors d'un autre incident qu'elle dût être hospitalisée au Venezuela.
En 2011, Rodriguez condégie les agents qui le représentent, Paul Kinzer et Arn Tellem, lorsqu'il découvre que la clause de non échange devant figurer à son contrat avec les Mets n'a jamais été négociée. Peu de temps après, Rodriguez, qui est maintenant représenté par Scott Boras, est échangé aux Brewers de Milwaukee, un club auquel il ne souhaitait justement pas être transféré. Le lanceur dépose l'année suivante une plainte pour négligence professionnelle et fraude contre ses anciens agents, qui l'auraient selon lui assuré à au moins quatre reprises qu'une telle clause avait été ajoutée à son contrat, ce qui n'était pas le cas. Une entente hors-cours est négociée en octobre 2012.
En septembre 2012, Rodríguez est arrêté pour violence conjugale dans le comté de Waukesha, au Wisconsin, pour un incident qui serait survenu dans la ville de Wales. Les accusations de voies de fait sont abandonnées en novembre suivant, la présumée victime, une amie de cœur âgée de 23 ans, ayant changé sa version des faits puis quitté pour le Venezuela, de même qu'un témoin.
Il amorce 2013 à Milwaukee où il maintient une moyenne de points mérités de 1,09 en 24 manches et deux tiers lancées en 25 sorties. Le 22 juin contre les Braves d'Atlanta, il devient le 25e lanceur de l'histoire à réussir 300 sauvetages en carrière. Il compte 10 sauvetages pour les Brewers, qui connaissent une saison difficile, lorsque ceux-ci l'échangent aux Orioles de Baltimore le 23 juillet, à une semaine de la date limite des transactions, pour le joueur de champ intérieur des ligues mineures Nick Delmonico. Rodríguez n'est pas une bonne acquisition pour les Orioles. Il s'acquitte mal de la tâche de préparer l'entrée du stoppeur Jim Johnson et remet une moyenne de points mérités de 4,50 en 22 manches lancées lors de 23 sorties pour Baltimore. Rodríguez termine 2013 avec trois victoires, deux défaites, 10 sauvetages en 48 matchs et une moyenne de 2,70 points mérités accordés par partie en 46 manches et deux tiers lancées.
Rodríguez revient chez les Brewers de Milwaukee le 7 février 2014, alors que les camps d'entraînement sont sur le point d'ouvrir. Il reprend son rôle de stoppeur dès le début de la saison 2014 des Brewers.